# Beautiful Leopard
Beautiful Leopard est un groupe suisse de post-rock, originaire de Fribourg.

## Historique
Beautiful Leopard est formé à Fribourg, dans le Canton de Fribourg.
Leur premier album, How Long Will it Take? sorti en 2005, allie une douce mélancolie à des guitares abrasives. Très à l'aise dans la composition de power ballads pleines de noirceur, le groupe s'exprime sur de plus longs morceaux, entre rock instrumental et post-rock. Leur premier single, The Argument, avec la chanteuse du groupe Toboggan, reçoit un très bon accueil en Suisse romande[réf. nécessaire]. Beautiful Leopard poursuit néanmoins son expansion, après une tournée dans le nord de l'Europe, ayant signé à la fin 2006 sur un label allemand, Strange Ways, pour sortir How Long will it take? en Allemagne et en Autriche.
En 2008 le groupe sort son deuxième album intitulé Sometimes it Doesn't Work sur le label helvétique Saïko,. Aux accents légèrement plus pop, cet album fait tout de même la part belle aux guitares et aux accents post-rock.

## Discographie
- 2005 : How Long Will It Take?[5]
- 2007 : Same Old Things - Acoustic
- 2008 : Sometimes It Doesn't Work